# Тартак (зупинний пункт)
Тарта́к — пасажирський зупинний пункт Жмеринської дирекції Південно-Західної залізниці на електрифікованій дільниці Вінниця — Жмеринка між станціями Браїлів (2 км) та Жмеринка (5 км). Розташований неподалік села Тартак Жмеринського району Вінницької області.

## Історія
Зупинний пункт відкритий у 2000-х роках.